# Gewehr 43
Gewehr 43 (gevär modell 43) eller Karabiner 43 (karbin modell 43) (även G43, K43, Gew 43, Kar 43) var ett tyskt (Mauser) automatgevär med 7,92 mm kaliber som utvecklades under andra världskriget. Vapnets magasin rymde tio patroner och laddades med fem patroners laddramar av samma sort som användes till Karabiner 98k. Vapnet utvecklades delvis från den mindre lyckade modellen Gewehr 41. En viktig influens att utveckla automatgevär för Wehrmacht var att Röda Armén redan 1941 var utrustade med automatgevär av typen Tokarev SVT-38 och SVT-40. Även den amerikanska armén var utrustat med ett liknande vapen, M1 Garand. 

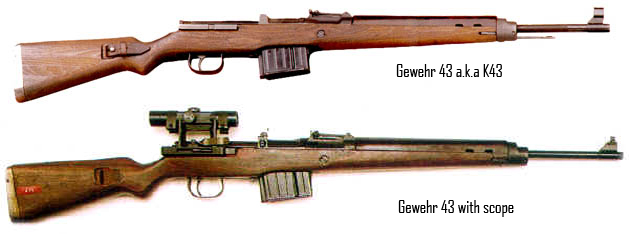
Gewehr 43 med och utan kikarsikte

Gewehr 43 började serietillverkas i oktober 1943 och tilldelades förband i Wehrmacht under 1944-45 i relativt stor kvantitet - cirka 400 000 tillverkades. Vapnet ersatte delvis, men långtifrån helt, det äldre repetergeväret Karabiner 98k. Vapnet förekom även med kikarsikte med fyra gångers förstoring avsedd för prickskyttar. Cirka 54 000 Gewehr 43 avsedda som prickskyttegevär tillverkades.